# 大郷町
大郷町（おおさとちょう）は、宮城県中部の黒川郡に位置する町。1954年（昭和29年）に大谷村、粕川村、大松沢村の3村が合併して町制を施行した。

## 地理
宮城県のほぼ中央に位置する町である。町の中央を：吉田川が東西に流れ、川に沿って田畑が広がる。南北は丘陵が広がる。北側は大松沢丘陵、南側は松島丘陵である。
- 山：石倉山（130.2m）、愛宕山（141m）
- 河川：吉田川、鶴田川

### 人口
| |                                        |  |
| 大郷町と全国の年齢別人口分布（2005年） | 大郷町の年齢・男女別人口分布（2005年） |  |
| ■紫色 ― 大郷町 ■緑色 ― 日本全国 | ■青色 ― 男性 ■赤色 ― 女性              |  |
| 大郷町（に相当する地域）の人口の推移 \| 1970年（昭和45年） \| 10,072人 \| \| \| 1975年（昭和50年） \| 9,896人 \| \| \| 1980年（昭和55年） \| 10,172人 \| \| \| 1985年（昭和60年） \| 10,465人 \| \| \| 1990年（平成2年） \| 10,426人 \| \| \| 1995年（平成7年） \| 10,220人 \| \| \| 2000年（平成12年） \| 9,768人 \| \| \| 2005年（平成17年） \| 9,424人 \| \| \| 2010年（平成22年） \| 8,927人 \| \| \| 2015年（平成27年） \| 8,370人 \| \| \| 2020年（令和2年） \| 7,813人 \| \| |                                        |  |
| 総務省統計局 国勢調査より |                                        |  |
| 1970年（昭和45年） | 10,072人                               |  |
| 1975年（昭和50年） | 9,896人                                |  |
| 1980年（昭和55年） | 10,172人                               |  |
| 1985年（昭和60年） | 10,465人                               |  |
| 1990年（平成2年） | 10,426人                               |  |
| 1995年（平成7年） | 10,220人                               |  |
| 2000年（平成12年） | 9,768人                                |  |
| 2005年（平成17年） | 9,424人                                |  |
| 2010年（平成22年） | 8,927人                                |  |
| 2015年（平成27年） | 8,370人                                |  |
| 2020年（令和2年） | 7,813人                                |  |

## 歴史
以下の内容は脚注にない限り、大郷町発行『おおさと』 による。
縄文時代中期とみられる大松沢貝塚が大松沢にあり、粕川には5世紀〜6世紀に築造されたとみられる古墳がある。平安時代初期の土壙墓も勢見ヶ森で発掘されている。鎌倉時代から室町時代あるいは江戸時代にかけての史跡として、羽生地区には岡氏が拠った築館城 が、大松沢内地区には大窪城址公園があり、大松沢氏は明治まで大窪城で暮らした。吉田川や鶴田川に近い水田地帯には、松島町や旧鹿島台町にまで広がる、仙台藩領内で最大の湖である品井沼があったが、江戸時代からの干拓により消滅した。
- 1954年（昭和29年）7月1日 大谷村、粕川村、大松沢村が合併して大郷村が発足。
- 1956年（昭和31年）4月 黒川高校大松沢と大谷分校が統合して大郷分校と改称。
- 1959年（昭和34年）4月1日 町制施行し、大郷町となる。
- 1961年（昭和36年）11月 大松沢中学校が全国学校植林コンクールで特選。
- 1968年（昭和43年）4月 町内小学校に幼稚園を設置。
- 1971年（昭和46年）3月 大郷町農村集団電話開通。
- 1976年（昭和51年）4月 新粕川大橋開通。
- 1979年（昭和54年）5月 役場庁舎落成。
- 1988年（昭和63年）4月 大郷町総合運動場落成。
- 1990年（平成2年）3月 公共下水道事業に着手。
- 1991年（平成3年） 中村バイパス開通。
- 1993年（平成5年）3月 道の駅おおさと開業[8]
- 1995年（平成7年）4月 黒川高校大郷分校が黒川高校大郷校となる。
- 1999年（平成11年）3月 外舟券売り場「ボートピア大郷」オープン。
- 2008年（平成20年）
  - 1月 大郷中学校体育館新築落成。
  - 3月明星中学校・大松沢中学校閉校。
  - 4月 大郷町立大郷中学校開校。
- 2009年（平成21年）3月 黒川高校大郷校閉校。
- 2012年（平成24年）
  - 3月 大谷小学校、味明小学校、粕川小学校、大松沢小学校が閉校。大郷小学校体育館新築校舎増築落成。
  - 4月 大郷町立大郷小学校開校、校歌制定。
- 2019年（令和元年）10月13日 令和元年東日本台風（台風19号）の豪雨により吉田川左岸の堤防が決壊。付近一帯が水没した[9]。
- 2020年（令和2年）9月 農林中央金庫仙台支店と地域創生で包括的連携協定を締結[10]。

## 行政
- 町長
  - 田中学（3期）
  - 赤間正幸（2期）
  - 田中学（現職、通算で4期目）

## 経済

### 産業
- 産業分類別就業者数（2000年国勢調査）
  - 第一次産業：663人
  - 第二次産業：1,691人
  - 第三次産業：2,452人

町おこしとしてモロヘイヤ栽培に力を入れている（モロヘイヤソフトクリーム、モロヘイヤラーメン、モロヘイヤクッキー、モロヘイヤ饅頭、モロヘイヤ乾麺、モロヘイヤ餃子、モロヘイヤ蕎麦など）。
大郷みそカレーも、共同開発したベガルタ仙台（明成高校も）が年に一度開催する「カレーは飲み物」イベントで販売するほか、小学校の給食で提供されたり、町内の飲食店でも取り扱っている。

### 郵便局
- 大郷郵便局（集配局）
- 大松沢郵便局
- 長崎簡易郵便局(2021年1月1日に廃止)[13]

### 金融
- 指定金融機関は新みやぎ農業協同組合大郷支店を指定している。

## 教育
- 大郷町立大郷中学校
- 大郷町立大郷小学校

## 交通

### 鉄道
町内を東北新幹線が通過しているが、鉄道駅は無い。最寄り駅は東北本線愛宕駅。
ただし、タクシー利用の場合はタクシーが常駐する東北本線松島駅もしくは仙石線高城町駅が便利。

### バス
1997年（平成9年）に宮城交通が撤退し、町営でコミュニティバス「大郷町住民バス」の運行を開始した。
町営にしては珍しく他市町へ越境するのが特徴で、鉄道駅とのアクセスを図るなど、町と周辺市町を結ぶ重要な公共交通機関である。

### 道路
- 県道
  - 宮城県道9号大和松島線
  - 宮城県道16号石巻鹿島台色麻線
  - 宮城県道40号利府松山線
  - 宮城県道146号小牛田松島線
  - 宮城県道241号大和幡谷線
- 道の駅
  - 道の駅おおさと

## 名所・旧跡・観光スポット・祭事・催事

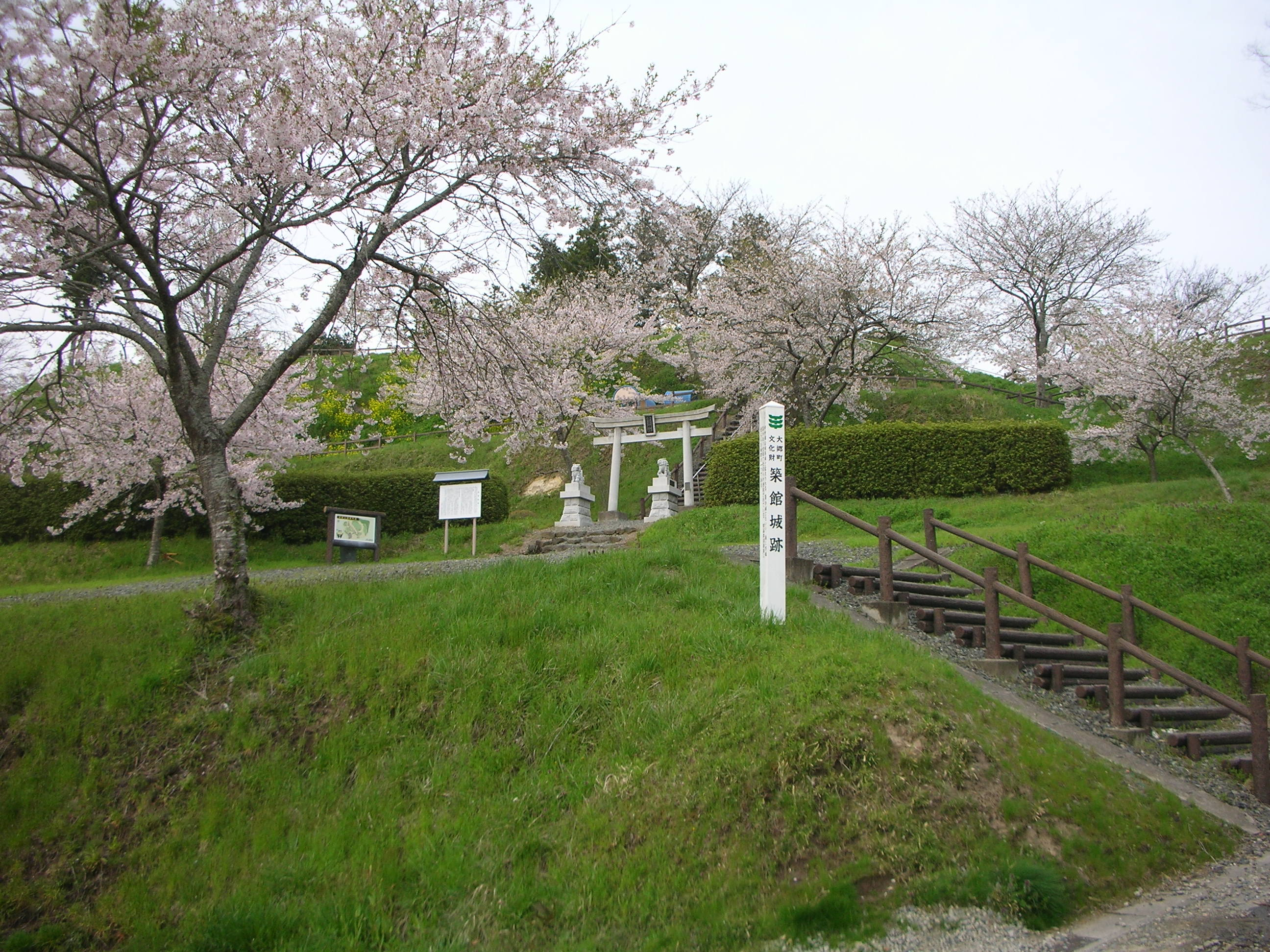
大郷町築館公園

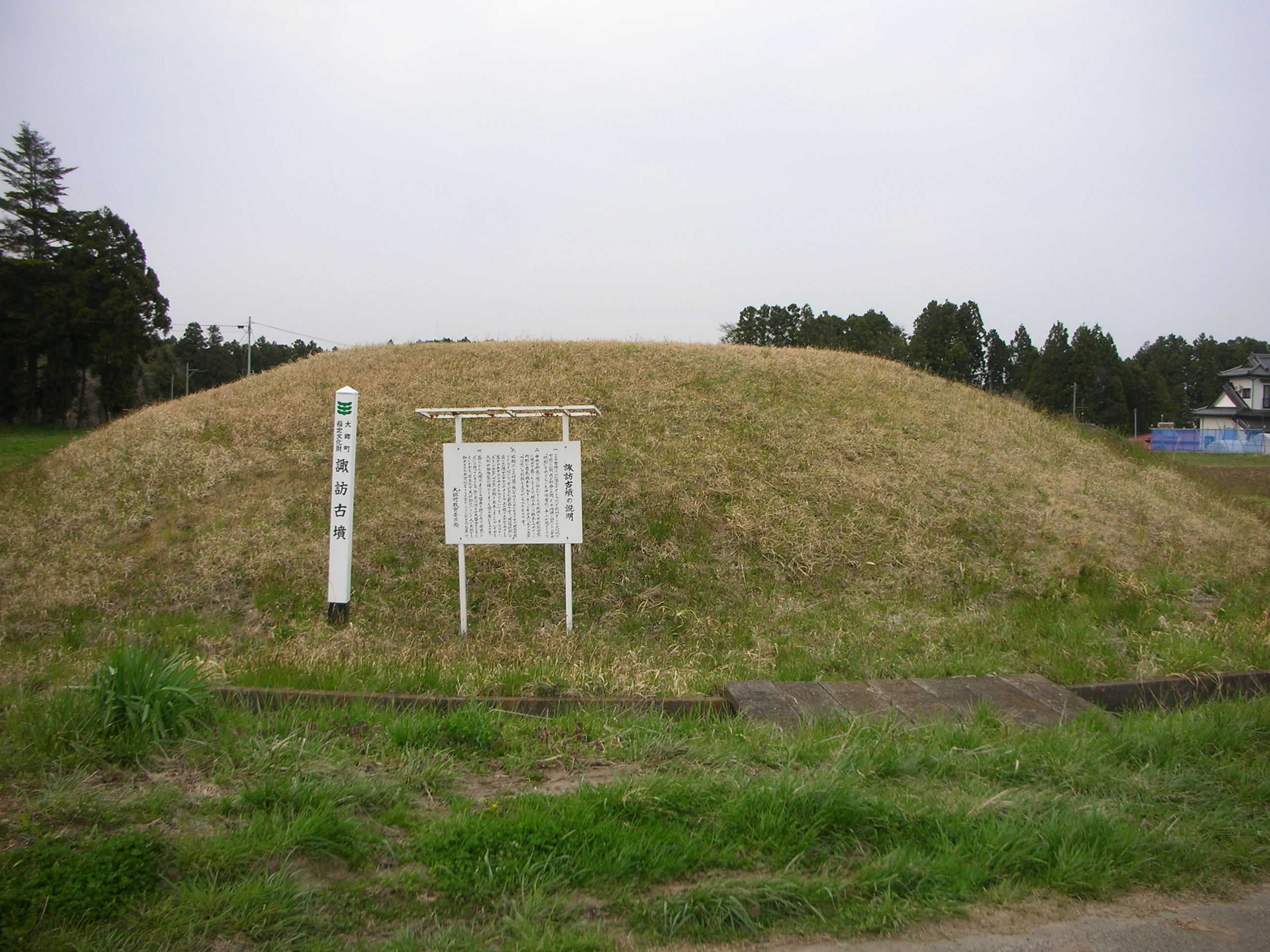
諏訪古墳

- 支倉常長メモリアルパーク
- おおさと常長公まつり
- ボートピア大郷（多摩川競艇場場外発売場）
- offt大郷（東京シティ競馬場外発売場）
- マリア観音（糟川寺）
- 大窪城址公園
- 勢見ヶ森公園
- 築館公園
- 縁の郷
- 郷郷ランド
- 夢実の湯
- 道の駅おおさと
- 諏訪古墳（5〜6世紀）
- 大松沢貝塚

## 出身有名人
- 青葉山弘年（大相撲）

## ゆかりの深い人物
- 支倉常長
- 大松沢元実